# Bergwerk von ar-Radrad
Das Bergwerk von ar-Raḍrāḍ (arabisch منجم الرضراض, DMG Manǧam ar-Raḍrāḍ; auch als Grube von al-Yaman bekannt) ist ein historisches Silberbergwerk, das etwa 50 km nordöstlich von Sanaa, im Wādī Ḥarīb-Nihm, nahe dem heutigen Dorf al-Dschabali im Distrikt Nihm (Richtung Straßengabelung für Ma'rib und Baraqisch) im Jemen betrieben wurde, das dem Abbaugebiet den heutigen Namen gibt. Die Grabungsstätte liegt im heutigen Gouvernement Sanaa, tektonisch betrachtet in der Übergangszone vom Hochlandbecken zum Östlichen Gebirgshang. Ar-Raḍrāḍ ist aus heutiger Sicht der größte, bekannte Silberbergbau der arabischen Halbinsel.

## Geschichte
Die Datierung des Bergwerksbetriebs kann bis heute nicht zuverlässig vorgenommen werden. Es wird vermutet, dass schwerpunktmäßig vom 6. bis zum 9. Jahrhundert n. Chr. abgebaut wurde. In Laboratorien in Orléans konnte zur absoluten Zeitbestimmung von Holzkohlenmaterial aus dem Grund eines der Abraumhügel sichergestellt werden, dass Abraum jedenfalls zum Ende der vorislamischen Zeit um ± 613 bis 670 n. Chr. stattgefunden hat. Hierzu bediente man sich der von Willard Libby entwickelten 14C-Datierung.
Mit dieser Erkenntnis stimmt eine Überlieferung des im 10. Jahrhundert tätigen, jemenitischen Gelehrten al-Hamdānī überein, der geschrieben hatte, dass der Bergbau in vorislamischer Zeit in ar-Raḍrāḍ begonnen habe und kurz nach 883 n. Chr. eingestellt worden sei. Dieses exakte Enddatum nennt al-Hamdānī, weil damals alle persischen Bergarbeiter (bei den Einheimischen Grubenperser genannt) bei einem Aufstand gegen den lokalen Scheich getötet worden oder geflohen seien, sie allein aber im gesamten arabischen Raum das Monopol über den Metall-Bergbau innegehabt hätten. Hierzu konnte al-Hamdānī laut seiner Ausführungen noch Augenzeugen befragen. 
Von 570 bis 627 war der Jemen auf Bitten Himyars, ihren ursprünglichen Machtbereich vom zwischenzeitlich oktroyierten Joch Aksums zu befreien, kurzerhand unter die Herrschaft der Sassaniden geraten, die Himyar zu einer Provinz des Persischen Reiches degradierten. Das wiederum legt nahe, dass die Perser bereits früher als um 613 begonnen hatten, Silber im Bergwerk abzubauen. Tatsächlich unterhielten sie in jener Epoche die bedeutendsten Bergwerke der Zeit. Sie lagen vornehmlich in der iranischen Provinz Chorasan sowie im saudi-arabischen Nadschd. Paul Yule beschreibt in seinen Ausführungen zur Geschichte Himyars, dass der sassanidische Einfluss nicht allein auf die Städte des Reiches (Himyar) beschränkt gewesen war, sondern auch der Silbermine in ar-Raḍrāḍ gegolten habe, um dort das wirtschaftlich attraktive Abgabenwesen zu kontrollieren.
Al-Hamdānī führte aus: "Die Grube von al-Yaman, d. h. die Grube von ar-Raḍrāḍ, liegt an der Grenze der Nihm und des Bezirks von Yām von dem Lande der Hamdān. Und sie liegt in Trümmern seit 270 (entspricht 883 n. Chr.)...". Nachdem die Geologen zudem einen Stollen-Wohnplatz analysiert hatten, kam die Frage auf, ob die Nutzung der Abraumstätten wieder aufgegriffen wurde. Mittels 14C-Methode konnte das Material nämlich auf den Zeitraum zwischen 1052 und 1069 datiert werden. Gesicherte Erkenntnisse dazu liegen jedoch nicht vor und stehen unter dem Vorbehalt objektiver Hinderungsgründe, wie die Erschöpfung der oberirdisch anstehenden Mineralfundstätten oder der Mangel an Brennholz, um die Schmelzöfen zu betreiben.
Das völlig in Vergessenheit geratene Bergwerk, von dem das moderne Bewusstsein nicht einmal den Namen mehr präsentierte, wurde im Frühwinter 1980 anlässlich einer gezielten archäologischen Nachspüraktion "wiederentdeckt". Franzosen hatten die Aktion finanziert, weil man dem Hinweis al-Hamdānīs hohe Bedeutung zumaß und davon ausging, dass ein altes Bergwerk regelmäßig auf bedeutende Lagerstätten hindeutet.
siehe auch Artikelabschnitt: Architekturgeschichte Südarabien

## Kapazitäten
Funde an Bodenschätzen im Jemen waren rar. In der Gegend um Sa'da konnte frei anstehendes Eisen gefunden werden, bei Taizz waren es Kupferquellen, vergesellschaftet mit Nickelvorkommen. Im Südosten des Landes traf man auf weitere Kupferadern.
In ar-Raḍrāḍ waren Zink-, Blei- und Silbervorkommen vorhanden. Die Halden enthielten davon zu 24 % Zink, zu 3,5 % Blei und zu 0,016 % Silber. In den Schlacken waren annähernd 23 %, 6,5 % und 0,004 % gebunden. Zink konnte in der Antike noch nicht getrennt werden. Der Abbau hatte zudem ausschließlich Silber zum Ziel. In Spitzenwochen sollen bis zu 60 kg Silber produziert worden sein, was bei einheitlicher Ergebniserzielung einer Jahresproduktion von 3 Tonnen entspräche. Eine Handschrift behauptet: "Es wurde durch sie in einer Woche eine Kamellast Silber gefördert, d. h. 20.000 Dirham..." Und: "Die Silbergrubenarbeiter sagen: Es gibt nicht in Ḥurâsân oder anderswo eine Grube wie diejenige von al-Yaman..." Um die Grube war ein großes Dorf angelegt, es gab Wasser und Palmen, aus Basra im Irak kam alles Notwendige. Die Reste von antiken Abbau- und Schmelzvorgängen ließ sich an der Nordseite des Dschabal Salab bis 2004 unschwer ausmachen, bevor moderner kommerzieller Abbau diese zerstörte. Schlackefelder lagen im Umkreis von bis zu 5 km.
Je nach Vorkommen wurde in unterschiedlicher Weise abgebaut. Teils wurde der Boden einfach weggekratzt, teils wurden kleinere Steinbrüche angelegt, auch fanden sich etwa 30 Stollen von mehr als 10 Metern Länge. Im südlichen Abbaugebiet wurde ein – heute eingefallener – Stollen von 150 Metern Länge angelegt mit über 30 Metern Breite und mehreren Metern Höhe. Durch das Felsgestein geschlagen, wurde eine Vielzahl von Abraum- und Belüftungsschächten angelegt. Einige Arbeitsgeräte, wie geflochtene Körbe, Ledersäcke, Keramikgefäße und Fackeln fand man vor Ort vor, nicht hingegen Werkzeuge, trotz Hunderter von Pickelhiebnarben im Gestein. Eisen war allerdings zu kostbar, als dass man die Werkzeuge einfach liegen ließ.